# En Dor

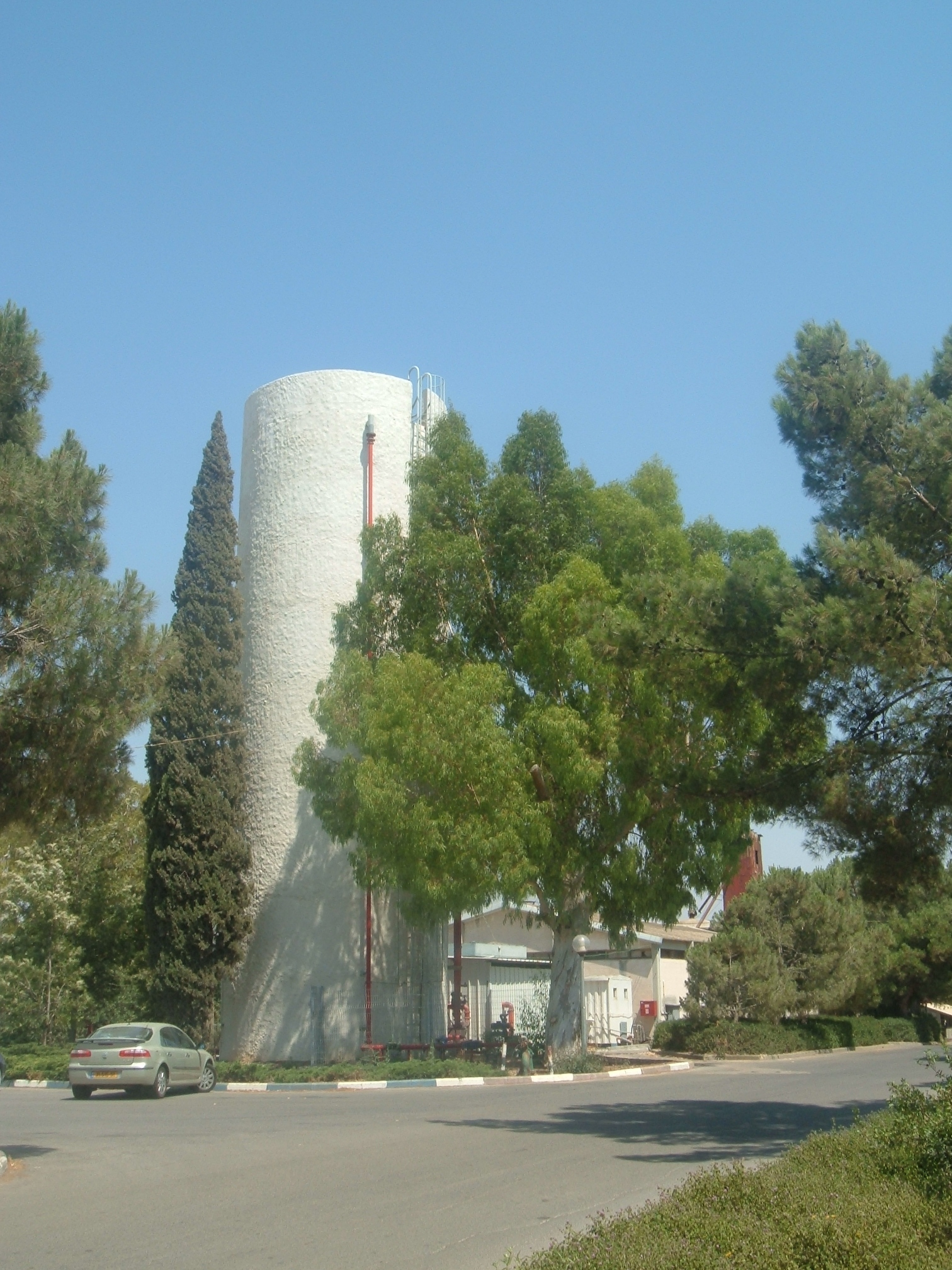
Wasserturm in Ein Dor

En Dor, auch Endor oder Endur (hebräisch עֵין דּוֹר ʿEjn Dōr), ist ein Ort im Alten Testament in Nordisrael rund fünf Kilometer südöstlich des Berges Tabor. Etwa zwei Kilometer westlich des antiken Siedlungshügels liegt ein 1941 gegründeter Kibbuz gleichen Namens.

## En Dor im Alten Testament
En Dor wird im Alten Testament dreimal genannt.
Im 17. Kapitel des Buches Josua wird En Dor als eine der Städte im Gebiet des Stammes Manasse genannt. (Jos 17,11 ) Die kanaanitischen Einwohner konnten bei der Landnahme nicht vertrieben werden, sie wurden jedoch später den Israeliten fronpflichtig.
Im 1. Buch Samuel wird berichtet, wie König Saul in einem Krieg gegen die Philister in En Dor eine Totenbeschwörerin über den Ausgang der Schlacht befragt hat; sie sagte voraus, dass er unterliegen würde, was sich kurz darauf erfüllte. (1 Sam 28 )
Die dritte Nennung En Dors erfolgt in Psalm 83; hier wird En Dor als Todesort König Jabins von Chatzor und seines Feldhauptmannes Sisera genannt. (Ps 83,10–11 )